# Ernst Rademacher
Wilhelm Ernst Franz Rademacher (* 18. Juli 1903 in Winge bei Tilsit; † 7. Januar 1964 in Schaerbeek) war ein deutscher Politiker (NSDAP).

## Leben
Nach dem Schulbesuch erlernte Rademacher den Beruf des Landwirtes. Ein landwirtschaftliches Studium brach er ohne Abschluss ab, um das elterliche Gut Winge nach dem Tod seines Vaters zu bewirtschaften. Ab 1927 gehörte er der Memelländischen Landwirtschaftspartei (MLWP) an. Zum 1. Mai 1931 trat Rademacher der NSDAP bei (Mitgliedsnummer 519.334). Im Mai 1933 war er Mitbegründer der Sozialistischen Volksgemeinschaft des Memelgebiets (Sovog). 1933 wurde er zum Kreisleiter der Sovog für den Kreis Pogegen ernannt und zum Präsidenten der Memelländischen Landwirtschaftskammer. Rademacher wurde im März 1934 festgenommen und in Untersuchungshaft verbracht. Im Kownower Prozess wurde er im März 1935 wahrscheinlich wegen illegaler politischer Betätigung zu einer zehnjährigen Haftstrafe sowie Einzung des Vermögens verurteilt. Nach mehrjähriger Inhaftierung wurde er im Februar 1938 aus der Haft entlassen. Für die Memelländische Einheitsliste saß er 1938/39 im Seimelis. Durch den SS-Gruppenführer Wilhelm Redieß erhielt er die Weisung, einen berittenen memelländischen Ordnungsdienst aufzustellen.
Nach der Eingliederung des Memelgebiets ins nationalsozialistische Deutsche Reich wurde Rademacher Mitglied der SS und wurde bis zum Sturmbannführer befördert. Während des Zweiten Weltkrieges war er Angehöriger der Waffen-SS und unter anderem Sonderführer der SS-Wehrwirtschaftsinspektion in Kassel. Ab dem 20. April 1942 war er Hauptabteilungsleiter Ernährung und Landwirtschaft beim Generalkommissar in Dnepropetrowsk und bekleidete diesen Posten bis Dezember 1943. Als SS-Fachführer der Waffen-SS erreichte er den Rang eines Obersturmbannführers.
Am 22. September 1941 trat Rademacher im Nachrückverfahren für den verstorbenen Wilhelm Bertuleit als Abgeordneter in den nationalsozialistischen Reichstag ein, in dem er bis zum Ende der NS-Herrschaft im Frühjahr 1945 das Memelland vertrat.
Nach Kriegsende befand er sich in Kriegsgefangenschaft. Anschließend bestritt er seinen Lebensunterhalt als Angestellter, zuletzt bei der EWG-Kommission der Außenhandelsstelle des Bundesministers für Ernährung und Landwirtschaft. Rademacher, der verheiratet und Vater dreier Töchter und eines Sohnes war, engagierte sich auch in einem Verband der Heimatvertriebenen. Er starb in der Region Brüssel-Hauptstadt nach einem Verkehrsunfall und wurde auf dem Friedhof Ohlsdorf am 16. Januar 1964 beigesetzt.